# Jacqueline Maillan

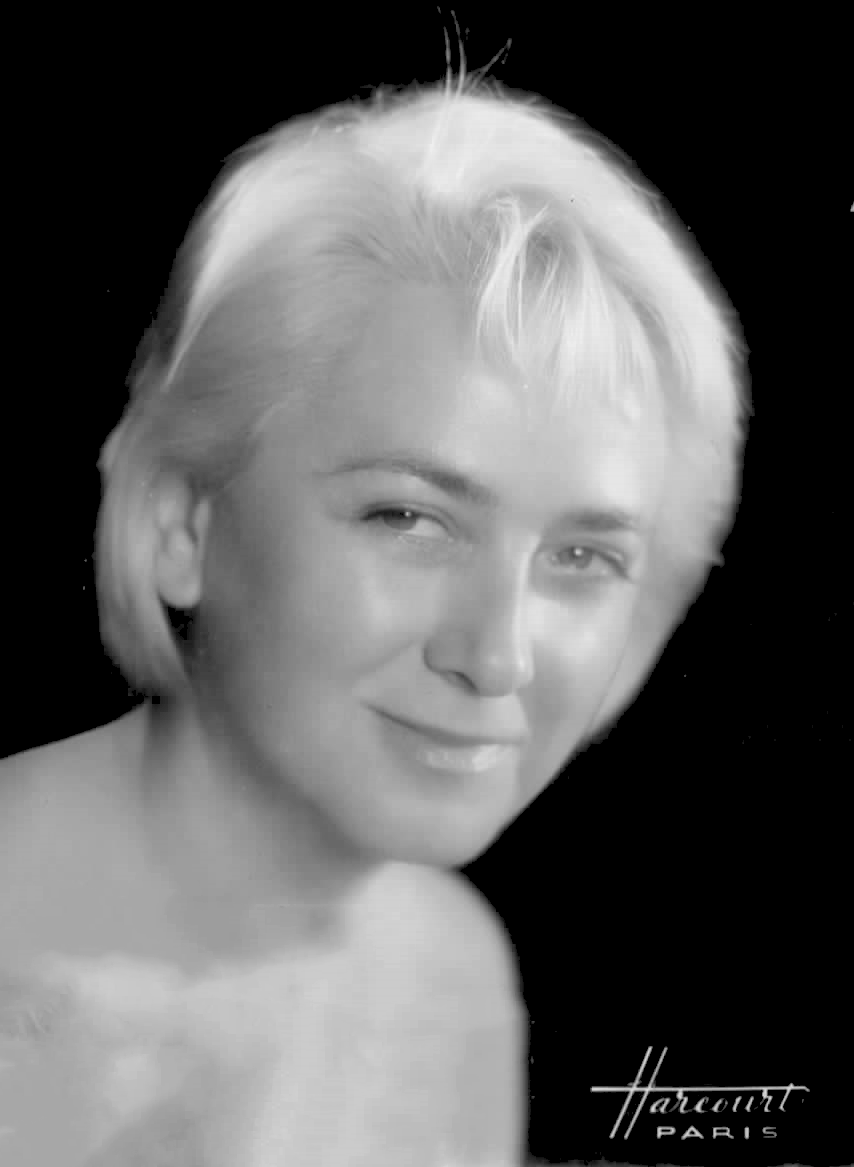
Jacqueline Maillan (1952)

Jacqueline Maillan (* 11. Januar 1923 in Paray-le-Monial, Saône-et-Loire; † 12. Mai 1992 in Paris) war eine französische Schauspielerin. Sie ist vornehmlich wegen ihrer zahlreichen Theaterrollen bekannt.

## Leben
Während sie sich ursprünglich der Tragödie verschreiben wollte, wendete sich Jacqueline Maillan bald der Komödie zu. Bekanntheit erlangte sie relativ spät, gegen Ende der 1950er Jahre. Sie überzeugte das Publikum in der Rolle fröhlicher, exzentrischer Frauen, was ihr den Spitznamen einer „de Funès en jupons“ (einer de Funès in Röcken) eintrug. Auch spielte sie mit Louis de Funès mehrfach Theater und stand mit ihm für Quietsch… quietsch… wer bohrt denn da nach Öl? (1963) vor der Kamera. Der Film war zugleich ihr Durchbruch.
Von den 1960er Jahren bis zu ihrem Tod 1992 war sie vor allem beim Theater gefragt und spielte zahlreiche Hauptrollen in Stücken wie La Facture von Françoise Dorin oder Potiche sowie Folle Amanda von Pierre Barillet und Jean-Pierre Grédy. Ihre hochkarätigen Rollen brachten ihr zahlreiche Erfolge ein. Die Ausstrahlung der meisten Stücke im Fernsehen, etwa in der Sendung Au théâtre ce soir, ließen sie ein breites Publikum erreichen. Gegen Ende ihrer Karriere gab sie auch Soloprogramme. Das letzte Stück, in dem sie auftrat, war Pièce montée von Pierre Palmade.
Im Kino machte Maillan sich rar. Sie war dennoch eine der Lieblingsschauspielerinnen von Jean-Pierre Mocky, der ihr eine der markantesten Rollen in Les Saisons du plaisir anbot. In Papy fait de la Résistance (1983) von Jean-Marie Poiré spielte sie Hauptrolle der Héléne Bourdelle.

### Jugend und Ausbildung
Jacqueline Jeanne Paule Maillan war die jüngste Tochter des Straßenbau-Ingenieurs Louis Maillan und seiner Frau Émilie. Das Ehepaar hatte bereits zwei Töchter, Christiane et Suzanne. Nach dem Tod eines Sohnes im Alter von zwei Jahren hofften die Eltern bei einer erneuten Schwangerschaft wieder auf einen Sohn, als sie Jacqueline bekamen. Sie wuchs in dem bürgerlichen Haushalt ihrer Eltern als schüchternes Kind auf, war eine schlechte Schülerin, aber wurde von Lehrern wie Klassenkameraden für ihr komödiantisches Talent sehr gemocht. Nach der Schule versuchte sie zunächst, ein Zertifikat der Capacité en droit zu erlangen, begann dann eine Ausbildung zur Kinderkrankenschwester und wurde schließlich die Bürokraft eines Apothekers.
1944 zog ihre Familie nach Paris, damit Jacqueline Maillan ihren Traum von der Theaterkarriere, insbesondere im tragischen Fach, verfolgen konnte. Sie schrieb sich in den Kurs der Art dramatique Tonia Navar ein, danach in den Cours Simon. René Simon riet ihr von der Tragödie ab, nachdem sie ihn in der Rolle der Racine zum Lachen gebraucht hatte. Er sagte ihr jedoch einen späten Erfolg mit 40 vorher. Im Cours Simon lernte Maillan auch Pierre Mondy kennen, der zeitlebens mit ihr befreundet blieb.

### Kino- und Theaterkarriere

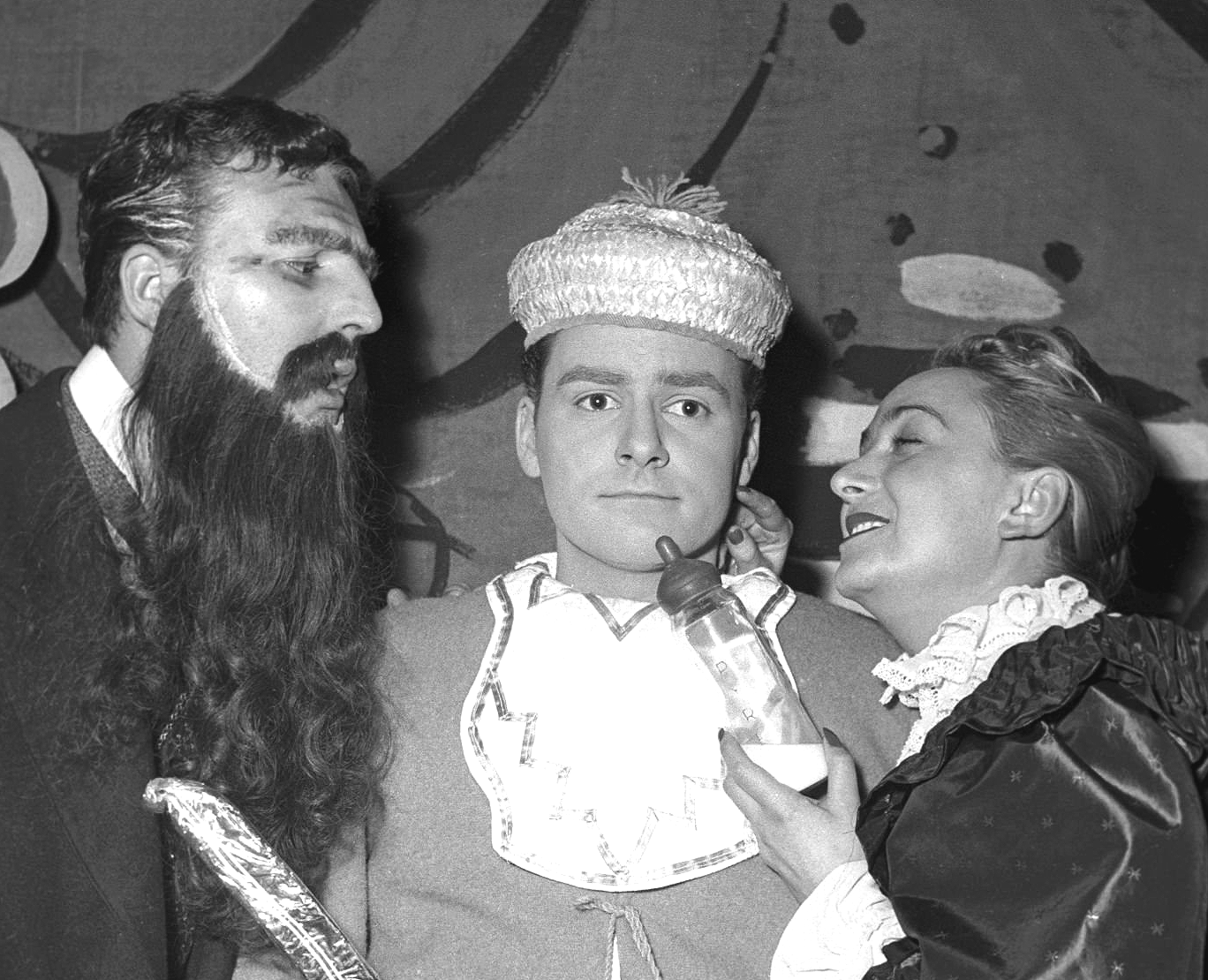
Jacqueline Maillan (rechts) 1952, gegenüber von Marco Perrin (links) und mit Michel Roux (Mitte).

Auf Empfehlung von Pierre Mondy wurde Jacqueline Maillan Georges Vitaly engagiert und ging mit Der Arzt wider Willen und Les Boulingrin auf ihre erste Frankreich-Tournee.
1951 spielte Maillan im Théâtre de la Huchette in Monsieur Bob'le von Georges Schehadé mit Monique Laurie und Pierre Mondy. 1955 spielte sie in der Comédie des Champs-Élysées in Ornifle von Jean Anouilh, mit Pierre Brasseur und dem jungen Louis de Funès. In Ah! Les belles bacchantes spielte sie mit den Branquignols. Das Zusammentreffen mit Louis de Funès verlief wenig herzlich, das Stück wurde allerdings im Anschluss für das Kino verfilmt. Gegen Ende der 1950er Jahre begann die Bekanntheit Maillans zu steigen.
Am 14. Dezember 1954 heiratete Maillan den Komponisten Michel Emer.
In den 1960er Jahren beteiligte sich Maillan häufig an Unterhaltungssendungen, insbesondere an den von ihren Freunden Maritie et Gilbert Carpentier konzipierten, hier vor allem an Les Grands Enfants von 1967 bis 1970.
Maillan wurde einer der Stars des Boulevardtheaters. In J'ai deux mots à vous dire von Jean-Pierre Delage spielte sie im Théâtre de la Michodière, später im Théâtre des Bouffes Parisiens. In dem Stück kommen auch mehrere von ihrem Mann Michel Emer geschriebene Lieder vor. Emer starb im November 1984; vier Tage später spielte Maillan wieder.

### Tod

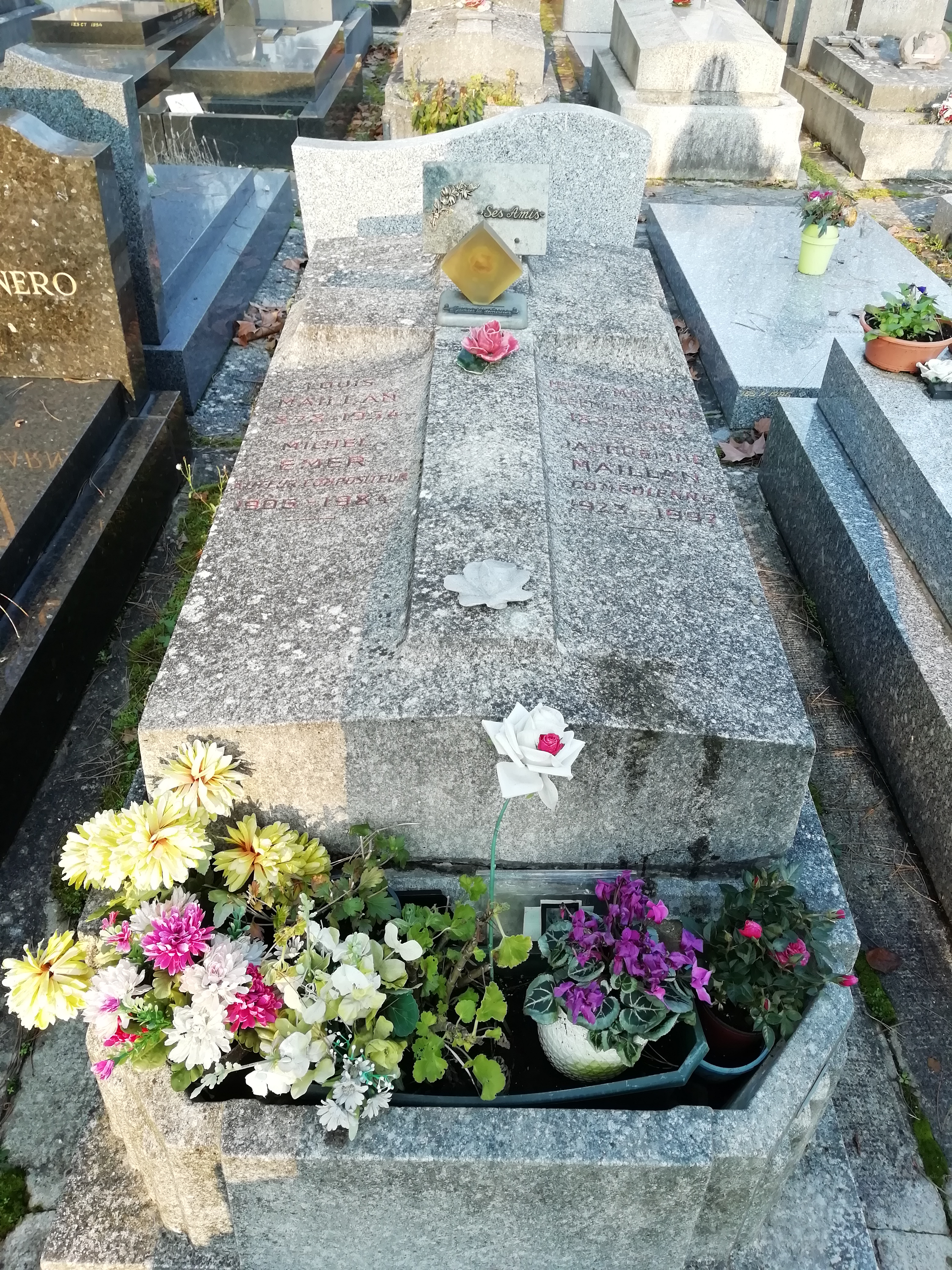
Grab von Jacqueline Maillan und Michel Emer auf dem Cimetière parisien de Bagneux (Abteilung 68).

Jacqueline Maillan starb am 12. Mai 1992 im Alter von 69 Jahren an einer inneren Blutung in ihrem Pariser Appartement in der Avenue Paul-Doumer 1 im 16. Arrondissement. Es war der Tag vor einer geplanten Hospitalisierung für eine Herzoperation, die sie seit Langem vor sich hergeschoben hatte.
Maillains Grab befindet sich auf dem Cimetière parisien de Bagneux (Hauts-de-Seine) mitten in der 68. Abteilung des Friedhofs.

## Filmographie

### Filme
- 1954: Ah! Les belles bacchantes von Jean Loubignac: Mme Maillan, Theaterdirektorin des Folies Méricourt
- 1954: Les Intrigantes von Henri Decoin: die Putzfrau
- 1954: Versailles – Könige und Frauen (Si Versailles m'était conté) von Sacha Guitry: eine Dame
- 1955: Das große Manöver (Les Grandes Manœuvres) von René Clair: Jeanne Duverger, eine Schwester Victors
- 1955: Les deux font la paire von André Berthomieu: Olga
- 1955: Villa sans souci von Maurice Labro: Adélaïde Legardon
- 1957: Le Feu aux poudres von Henri Decoin: Mme Catherine, Herbergsmutter
- 1958: Vive les vacances von Jean Laviron und Jean-Marc Thibault: Babette Berkley
- 1958: Le Train de 8h47 von Jack Pinoteau (unvollendeter Film)
- 1958: Chéri, fais-moi peur von Jack Pinoteau: Natacha, russische Spionin
- 1959: Julie la rousse von Claude Boissol
- 1959: Archimède le clochard von Gilles Grangier: Mme Marjorie, die Bürgerliche
- 1959: Les Motards von Jean Laviron: die Tanzlehrerin
- 1959: Vous n'avez rien à déclarer? von Clément Duhour: Mme Dupont
- 1960: Les Héritiers von Jean Laviron: Chantal
- 1960: Les Portes claquent von Jacques Poitrenaud und Michel Fermaud: Alice Costier
- 1961: Candide ou l'optimisme du XXe siècle von Norbert Carbonnaux: Mme Jun, die puritanische Mutter
- 1962: Que personne ne sorte d'Yvan Govar: Adélia Plunkett
- 1962: Comment réussir en amour von Michel Boisrond: Edmée Rondeau
- 1962: Tartarin de Tarascon von Francis Blanche: Mme Bézuquet, die Apothekerin
- 1963: Les Bricoleurs von Jean Girault: Mme Gin, die Engländerin, die zu Besuch kommt
- 1963: Fünf Glückspilze (Les Veinards) von Jean Girault in dem Sketch Le Yacht: Elisabeth Duchemin, die Frau von Henri
- 1963: Comment trouvez-vous ma sœur? von Michel Boisrond: Charlotte Varangeot
- 1963: Quietsch… quietsch… wer bohrt denn da nach Öl? (Pouic-Pouic) von Jean Girault: Cynthia Monestier, die Frau von Léonard
- 1964: La Bonne Occase von Michel Drach: Mme Ramirez
- 1966: Monsieur le président-directeur général von Jean Girault: Thérèse Bonneval
- 1969: Appelez-moi Mathilde von Pierre Mondy: Mathilde de Blanzac
- 1973: L'Oiseau rare von Jean-Claude Brialy: Antoinette Le Dantec, die Staatssekretärin
- 1982: Y a-t-il un Français dans la salle? von Jean-Pierre Mocky: Mme Fluck
- 1983: Papy fait de la Résistance von Jean-Marie Poiré: Héléna Bourdelle
- 1986: La Vie dissolue de Gérard Floque von Georges Lautner: Mammy
- 1988: Une nuit à l'Assemblée nationale von Jean-Pierre Mocky: Henriette Brulard
- 1988: Les Saisons du plaisir von Jean-Pierre Mocky: Jacqueline Garibaldi
- 1988: À notre regrettable époux von Serge Korber: Hermione
- 1988: La Femme fardée von José Pinheiro: Edma Bautet-Labûche
- 1991: La Contre-allée von Isabel Sebastian: Mme Yvette
- 1992: Ville à vendre von Jean-Pierre Mocky: Delphine Martinet, die zweite Apothekerin

#### Kurzfilme
- 1947: Voyantes et médiums von Jean-Louis Valray als Mme Barezzi
- 1949: Du pied von Pierre Couraud
- 1950: Bistro von Marco de Gastyne als la patronne

### Fernsehen
- 1961: On purge bébé von Georges Feydeau, Regie: Marcel Bluwal
- 1971: Maillan à la une - ausgestrahlt am 18. Dezember 1971
- 1973: Top à Jacqueline Maillan - ausgestrahlt am 15. Dezember 1973 auf ORTF 2
- Au théâtre ce soir:
  - 1974: Madame Sans Gêne von Victorien Sardou und Émile Moreau, Inszenierung von Michel Roux, Regie: Georges Folgoas, Théâtre Marigny
  - 1974: Folle Amanda von Pierre Barillet und Jean-Pierre Grédy, Inszenierung von Jacques Charon, Regie: Georges Folgoas, Théâtre Marigny
  - 1975: La Facture von Françoise Dorin, Inszenierung von Jacques Charon, Regie Pierre Sabbagh, Théâtre Édouard VII
- 1975: Poiret est à vous - ausgestrahlt am 24. Dezember 1975
- 1977: Numéro un à Jacqueline Maillan, 3 Sketche: A l'hôtel à Las Vegas, l'opéra allemand et le train d’atterrissage mit Michel Roux und Roger Carel
- 1982: Coup de soleil von Marcel Mithois, Inszenierung von Jacques Rosny (Théâtre Antoine)
- 1982: Allô oui ? J'écoute! von Jean Pignol
- 1983: Potiche von Pierre Barillet und Jean-Pierre Grédy, Inszenierung von Pierre Mondy
- 1983: Quelle autorité - ausgestrahlt am 1. April 1983 auf TF1
- 1985: Lily et Lily von Pierre Barillet und Jean-Pierre Grédy, Inszenierung von Pierre Mondy.
- 1985: Maillan roule pour vous - ausgestrahlt am 19. April 1985 auf TF1
- 1986: Star face - ausgestrahlt am 26. Juli 1986 auf Antenne 2
- 1988: Palace von Jean-Michel Ribes: Docteur Hélène Swift
- 1989: Maillan-les-Bains - ausgestrahlt auf TF1
- 1991: Collection Myster Mocky présente, Folge La Vérité qui tue: Libby
- 1992: Pièce montée von Pierre Palmade (one woman show)

## Theater
- 1948: Les Boulingrin von Georges Courteline
- 1948: Le Médecin malgré lui von Molière
- 1949: Le Roi pêcheur von Julien Gracq, Inszenierung Marcel Herrand, Théâtre Montparnasse
- 1949: À Paris von Francis Lemarque, Inszenierung Jean-Claude Deret, Théâtre Charles de Rochefort
- 1949: Carine von Fernand Crommelynck, Inszenierung René Dupuy, Théâtre de l'Œuvre
- 1949: Maya von Simon Gantillon, Théâtre Montparnasse
- 1949: Le Roi Pêcheur von Julien Gracq, Théâtre Montparnasse
- 1949: Léonie est en avance von Georges Feydeau
- 1950: Pépita von Henri Fontenille und Maurice Chevit, Inszenierung Georges Vitaly, Théâtre de la Huchette
- 1951: La Belle Rombière von Jean Clervers und Guillaume Hanoteau, Inszenierung Georges Vitaly, Théâtre de la Huchette, Théâtre de l'Œuvre
- 1951: Edmée von Pierre-Aristide Bréal, Inszenierung Georges Vitaly, Théâtre de la Huchette
- 1951: Monsieur Bob'le von Georges Schehadé, Inszenierung Georges Vitaly, Théâtre de la Huchette
- 1952: La Petite Femme de Loth von Tristan Bernard, Inszenierung Georges Vitaly, Théâtre Montparnasse
- 1952: La Farce des ténébreux von Michel de Ghelderode, Inszenierung Georges Vitaly, Théâtre du Grand-Guignol
- 1952: Les Barbes nobles von André Roussin, Inszenierung Georges Vitaly, Théâtre du Grand-Guignol
- 1953: Ah ! les belles bacchantes von Robert Dhéry, Francis Blanche und Gérard Calvi, Inszenierung Robert Dhéry, Théâtre Daunou
- 1955: Ornifle ou le courant d'air von Jean Anouilh, Inszenierung Jean Anouilh & Roland Piétri, Comédie des Champs-Élysées
- 1958: Le Chinois von Pierre Barillet und Jean-Pierre Grédy, Inszenierung Georges Vitaly, Théâtre La Bruyère
- 1958: La Petite Femme de Loth von Tristan Bernard, Inszenierung Georges Vitaly, Théâtre La Bruyère
- 1959: Gog et Magog von Roger MacDougall et Ted Allan, Inszenierung François Périer, Théâtre de la Michodière
- 1960: Les Femmes savantes von Molière, Inszenierung Jacques Charon, Théâtre des Bouffes-Parisiens
- 1963: Sacré Léonard von Jean Poiret und Michel Serrault, Inszenierung André Puglia, Théâtre Fontaine
- 1964: Gog et Magog von Roger MacDougall und Ted Allan, Inszenierung François Périer, Théâtre des Célestins
- 1964: Croque-monsieur von Marcel Mithois, Inszenierung Jean-Pierre Grenier, Théâtre Saint-Georges, 1966 Théâtre des Ambassadeurs mit Henri Virlojeux und Jacques Jouanneau, 1700 mal gespielt und 1984 auf Antenne 2 wieder aufgenommen mit Stéphane Freiss.
- 1967: Croque-monsieur von Marcel Mithois, Inszenierung Jean-Pierre Grenier, Théâtre des Célestins
- 1968: La Facture von Françoise Dorin, Inszenierung Jacques Charon, Théâtre du Palais-Royal
- 1971: Croque-monsieur von Marcel Mithois, Inszenierung Jean-Pierre Grenier, Théâtre des Célestins
- 1971: Folle Amanda von Pierre Barillet und Jean-Pierre Grédy, Inszenierung Jacques Charon, Théâtre des Bouffes-Parisiens
- 1973: La Royale Performance von Marcel Mithois, Inszenierung Jean-Pierre Delage, Théâtre des Bouffes-Parisiens
- 1973: Madame Sans Gêne von Victorien Sardou und Emile Moreau, Inszenierung Michel Roux, Théâtre de Paris
- 1974: Croque-monsieur von Marcel Mithois, Inszenierung Jean-Pierre Grenier, Théâtre Saint-Georges
- 1977: Féfé de Broadway von Jean Poiret, Inszenierung Pierre Mondy, mit Michel Roux, Roger Carel, Annick Alane, Jackie Sardou, Théâtre des Variétés
- 1978: Le Pont japonais von Leonard Spigelgass, Inszenierung Gérard Vergez, Théâtre Antoine
- 1980: Potiche von Pierre Barillet und Jean-Pierre Grédy, Inszenierung Pierre Mondy, Théâtre Antoine
- 1982: Coup de soleil von Marcel Mithois, Inszenierung Jacques Rosny, mit Roger Miremont, Théâtre Antoine
- 1984: J'ai deux mots à vous dire von Jean-Pierre Delage, Inszenierung Pierre Mondy, Théâtre de la Michodière, danach Théâtre des Bouffes-Parisiens, und 1989 Comédie des Champs-Élysées
- 1985: Lily et Lily von Pierre Barillet und Jean-Pierre Grédy, Inszenierung Pierre Mondy, mit Jacques Jouanneau, Théâtre Antoine
- 1988: Retour au désert von Bernard-Marie Koltès, Inszenierung Patrice Chéreau, Festival d'automne à Paris, Théâtre Renaud-Barrault
- 1990: La Cuisse du steward geschrieben und inszeniert von Jean-Michel Ribes, Théâtre de la Renaissance
- 1991: Pièce montée von Pierre Palmade, Inszenierung Blandine Harmelin, Comédie des Champs-Élysées

## Preise
- 1964: Prix du Syndicat de la critique: beste Komödiantin für Croque-Monsieur

## Über Jacqueline Maillan

### Fernsehporträts
- Un jour, un destin: Jacqueline Maillan, la solitude du rire, ausgestrahlt am 6. November 2013 auf France 2
- Portrait Jacqueline Maillan auf ina.fr, TF1 - Le fil des jours, 5 Teile, 10. Februar 1975, 11. Februar 1975, 12. Februar 1975, 13. Februar 1975, 14. Februar 1975

### Theaterstück
- 2024: Madame M., von Mathilde Charbonneaux (Theater der Scala)